# Vampyressa thyone
Vampyressa thyone — вид родини листконосові (Phyllostomidae), ссавець родини листконосових (Phyllostomidae).

## Етимологія
лат. Thyone мати Вакха. Вакх був римським божеством, богом вина, родючості та рослинності.

## Морфологія

### Морфометрія
Довжина голови й тіла 43–52 мм, хвіст відсутній, довжина задньої ступні 7–11 мм, довжина вуха 11–15 мм, довжина передпліччя 29–37 мм, вага 6–13 грамів.

### Опис
Це найменший вид роду. Морда коротка і широка. Хутро середнє. Спина зі світло-коричневого до корицево-коричневого, зазвичай голова, шия і плечі блідіші. Обличчя має чотири білі лінії, дві над очима і дві нижче. Мембрани від коричневого до темно-коричневого.  Зубна формула, I 2/2, C 1/1, P 2/2, M 2/2 в цілому 28 зубів.

## Середовище проживання
Країни поширення: Болівія, Бразилія, Мексика, Перу, Венесуела. Зустрічається до 1000 м над рівнем моря в напівлистопадних і вічнозелених лісах. 

## Життя
Інжир та інші дрібні плоди вживаються в їжу. Відтворення може відбуватися двічі на рік, молодь народжується наприкінці сухого сезону і в середині сезону дощів. Живе в невеликих групах до п'яти осіб.